# Крупный выигрыш
«Крупный выигрыш» — фильм режиссёров Альберта Мкртчяна и Петра Днояна, снятый в 1980 году.

## Сюжет
Опечаленный выходом на пенсию и тем, что он останется без дела, крановщик Гарник (Фрунзик Мкртчян) выигрывает в лотерею автомобиль «Запорожец» — и становится личным шофером всех близких и дальних родственников… У героя Мкртчяна от событий, как говорится «поехала крыша».

Герой Ф. Мкртчяна, воюя с обстоятельствами и средой, наседающей на него, готов отказаться от подаренного ему судьбой «Запорожца» во имя своей независимости, своего достоинства. — Тесный кадр / С. Г. Асмикян. — Ереван: Анаит, 1992. — 219 с. — стр. 171

## В ролях
- Фрунзе Мкртчян — Гарник, главный герой, выигравший «Запорожец»
- Людмила Оганесян — Ашхен, жена Гарника
- Леонард Саркисов — Хачик, брат Ашхен
- Генрих Алавердян — Мамикон, сосед Гарника, связанный с ворами
- Нерсес Оганесян — Шекоян
- Шаум Казарян — Сержик
- Карен Джанибекян — эпизод

## О фильме
Один из культовых армянских фильмов и известных фильмов А. Мкртчяна.
В роли Гарника сыграл брат режиссёра Альберта Мкртчяна — Фрунзик Мкртчян. Этот фильм — одна из многих картин, в которых братья работали вместе. В этом фильме Ф. Мкртчян сыграл одну из самых сложных с психологической точки зрения ролей. Однако, фильм был оценен как слабая и неудачная работа режиссёра:

в комедии «Крупный выигрыш» — А. Мкртчян сделал шаг назад как в значительности затронутых проблем, так и в кинематографическом уровне их решения…— Кино Армении / Альберт Гаспарян. — Крон-пресс, 1994. — 415 с. — стр. 77
Как отмечал киновед С. Г. Асмикян: «Жаль, что эта комедия не зазвучала в полный голос, ей не хватило изящества, лёгкости».
Премьера: 28 февраля 1981 (Ереван), февраль 1982 (Москва).